# فرنسيس جاكوبس
فرنسيس جاكوبس (بالإنجليزية: Francis Jacobs)‏ هو محامي بريطاني، ولد في 8 يونيو 1939.